# Galaktose
Galaktose er et monosakkarid, mere specifikt en aldohexose, der bl.a. indgår i disakkaridet mælkesukker eller laktose. 
I naturen findes kun D-formen af galaktose. Galaktose indgår i glykoproteiner, og en ekstra galaktoseenhed på et membranprotein i røde blodlegemer giver ophav til blodtype B.
Polysakkarider opbygget af galaktose kendes især fra alger: Agar, carrageenan og furcellaran eller "Danish agar" (se Polysakkarider)